# Nazionale maschile di pallavolo della Scozia
La nazionale maschile di pallavolo della Scozia è una squadra europea composta dai migliori giocatori di pallavolo della Scozia ed è posta sotto l'egida della Scozia.

## Risultati

### Competizioni CEV
| 1948 | non qualificata | -            |
| 1950 | non qualificata | -            |
| 1951 | non qualificata | -            |
| 1955 | non qualificata | -            |
| 1958 | non qualificata | -            |
| 1963 | non qualificata | -            |
| 1967 | non qualificata | -            |
| 1971 | 22º posto       | Convocazioni |
| 1975 | non qualificata | -            |
| 1977 | non qualificata | -            |
| 1979 | non qualificata | -            |
| 1981 | non qualificata | -            |
| 1983 | non qualificata | -            |
| 1985 | non qualificata | -            |
| 1987 | non qualificata | -            |
| 1989 | non qualificata | -            |
| 1991 | non qualificata | -            |
| 1993 | non qualificata | -            |
| 1995 | non qualificata | -            |
| 1997 | non qualificata | -            |
| 1999 | non qualificata | -            |
| 2001 | non qualificata | -            |
| 2003 | non qualificata | -            |
| 2005 | non qualificata | -            |
| 2007 | non qualificata | -            |
| 2009 | non qualificata | -            |
| 2011 | non qualificata | -            |
| 2013 | non qualificata | -            |
| 2015 | non qualificata | -            |
| 2017 | non qualificata | -            |
| 2019 | non qualificata | -            |
| 2021 | non qualificata | -            |
| 2023 | non qualificata | -            |

| 2000 | 2º posto        | Convocazioni |
| 2002 | 3º posto        | Convocazioni |
| 2004 | 4º posto        | Convocazioni |
| 2007 | non qualificata | -            |
| 2009 | non qualificata | -            |
| 2011 | 4º posto        | Convocazioni |
| 2013 | 2º posto        | Convocazioni |
| 2015 | 3º posto        | Convocazioni |
| 2017 | non qualificata | -            |
| 2019 | 1º posto        | Convocazioni |
| 2021 | 3º posto        | Convocazioni |
| 2023 | 2º posto        | Convocazioni |
| 2024 | 3º posto        | Convocazioni |